# WMエンターテインメント
WMエンターテイメントは、大韓民国ソウル市の芸能企画会社、芸能事務所。事業内容は、アルバム製作及び芸能マネジメント事業など。イ・ウォンミン代表は元歌手。キム・ジンミ理事はFNCエンターテイメントの創立メンバーであった。2021年4月M&AによりRBWの子会社になった。

## 所属芸能人
| 名前         | デビュー | 備考                     |
| ------------ | -------- | ------------------------ |
| シヌゥ       | 2011年   | B1A4のメンバー           |
| サンドゥル   | 2011年   | B1A4のメンバー           |
| ゴンチャン   | 2011年   | B1A4のメンバー           |
| イ・チェヨン | 2018年   | IZ*ONEの元メンバー、ソロ |

| グループ名 | デビュー | 備考 |
| ---------- | -------- | ---- |
| B1A4       | 2011年   |      |
| OH MY GIRL | 2015年   |      |
| ONF        | 2017年   |      |
| USPEER     | 2025年   |      |

## 過去所属芸能人
- An Jin Kyoung
- H-Eugene
- Taegoon
- ジニ
- ジニョン（BBエンターテインメント）
- バロ（チャ・ソヌ）（HODU&Uエンターテインメント）
- アイ
- ラウン
- ジホ